# Amayé-sur-Orne
Amayé-sur-Orne es una comuna francesa situada en el departamento de Calvados, en la región de Normandía.

## Demografía
| 261 | 257 | 420 | 732 | 722 | 686 | 1046 |
| Para los censos de 1962 a 1999 la población legal corresponde a la población sin duplicidades (Fuente: INSEE [Consultar]) |     |     |     |     |     |      |